# 庄尚稷
庄尚稷，福建晋江（今福建泉州）人，明朝政治人物。萬曆四年丙子科福建鄉試第六十名舉人。

## 生平
1599年接替杨大成任崇明县知县一职，1601年由李官接任。